# مديرية الحيمة الداخلية

تعديل مصدري - تعديل

بني جرم في مديرية الحيمة الداخلية هي مديرية من مديريات محافظة صنعاء اليمنية والتي تقع إلى الغرب من العاصمة صنعاء. يحدها من الشرق مديرية بني مطر ومن الجنوب مديرية الحيمة الخارجية من الشمال مديرية شبام كوكبان ومديرية الرجم. بلغ عدد سكانها 83243 نسمة عام 2004.

## الموقع
تقع مديرية الحيمة الداخلية في الجزء الغربي للمحافظة وهي ضمن مكونات قطاع المناطق الغربية الواقعة على حدود محافظتي المحويت وعمران وتبعد عن مركز المحافظة (90) كيلو متراً تقريباً .
يحد المديرية شمالاً : ( مديريتا الطويلة وشبام كوكبان التابعتان لمحافظة المحويت )
وشرقاً : مديرية بني مطر.
وجنوباً : مديريتا الحيمة الخارجية ومناخة.
وغرباً : مديرية مناخة ومديرية الرجم التابعة لمحافظة المحويت.

## التقسيم الإداري

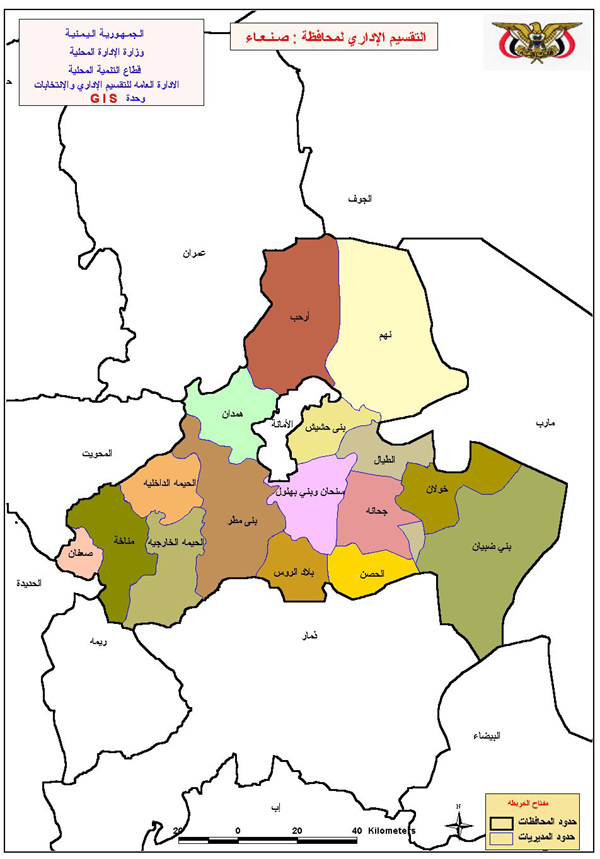
موقع مديرية الحيمة الداخلية في محافظة صنعاء

عزل المديرية :
| - الحدب - بني عمرو - بني السياغ - الاحبوب - الجدعان | - بني مهلهل - بلاد القبائل - بني النمري - بني يوسف - بني الحذيفي |

## المعالم الأثرية التاريخية والسياحية
موقع بيت النمري – بيت الجرمي  – موقع صلطان – موقع جبل ردمان – موقع منطقة المصنعة – موقع عزلة بني النمري
( مقابر قديمة) – موقع المنصورة ( العر) موقع الهجرة – موقع جبل يناع وفيه حصن يعتبر المركز القديم لدويلات يمنية – موقع جبل نعام ( بني الحذيفي ) .
ويعتر حمام علي من الحمامات الطبيعية بالمديرية التي تكسبها ميزة سياحية ويقع الحمام شمال قرية ( بني منصور الواقعة على طريق صنعاء الحديدة ) قرب عزلة بني يوسف بحوالي (10) كم، كما أن العيون الساخنة المتوفرة فيها تستخدم للاستطباب وخاصة في عزلة بني عمر إضافة إلى وجود احجار الفحم في عزلة بني السياغ .

## الأودية
وادي سردود – وادي ديان – وادي قباء – وادي ربيع – وادي هياس – وادي السخنة – وادي المراحيض - وادي مصرب